# 국제위기감시기구

ICG 로고.

국제 위기 그룹(International Crisis Group, ICG) 또는 국제 위기 감시기구는 분야별 분석과 높은 수준의 고취를 통하여 전 세계에서 일어나는 격렬한 분쟁을 예방하고 해결하는 것을 목적으로 하는 국제적인 비영리 비정부 기구이다.

## 역사
국제 위기 그룹은 1995년에 세계 은행 부총장 마크 브라운(Mark Malloch Brown)과 1995년에 체첸 공화국에서 실종된 국제 재난 완화 전문가 프레드 커니(Fred Cuny)가 세웠다. 이들의 목표는 정부로부터 완전히 독립한 단체를 하나 만들어서 격렬한 분쟁을 예방하기 위해 정부, 정부 간 기구 및 국제 사회를 돕는 것이었다.